# Hybrid (Automobil)

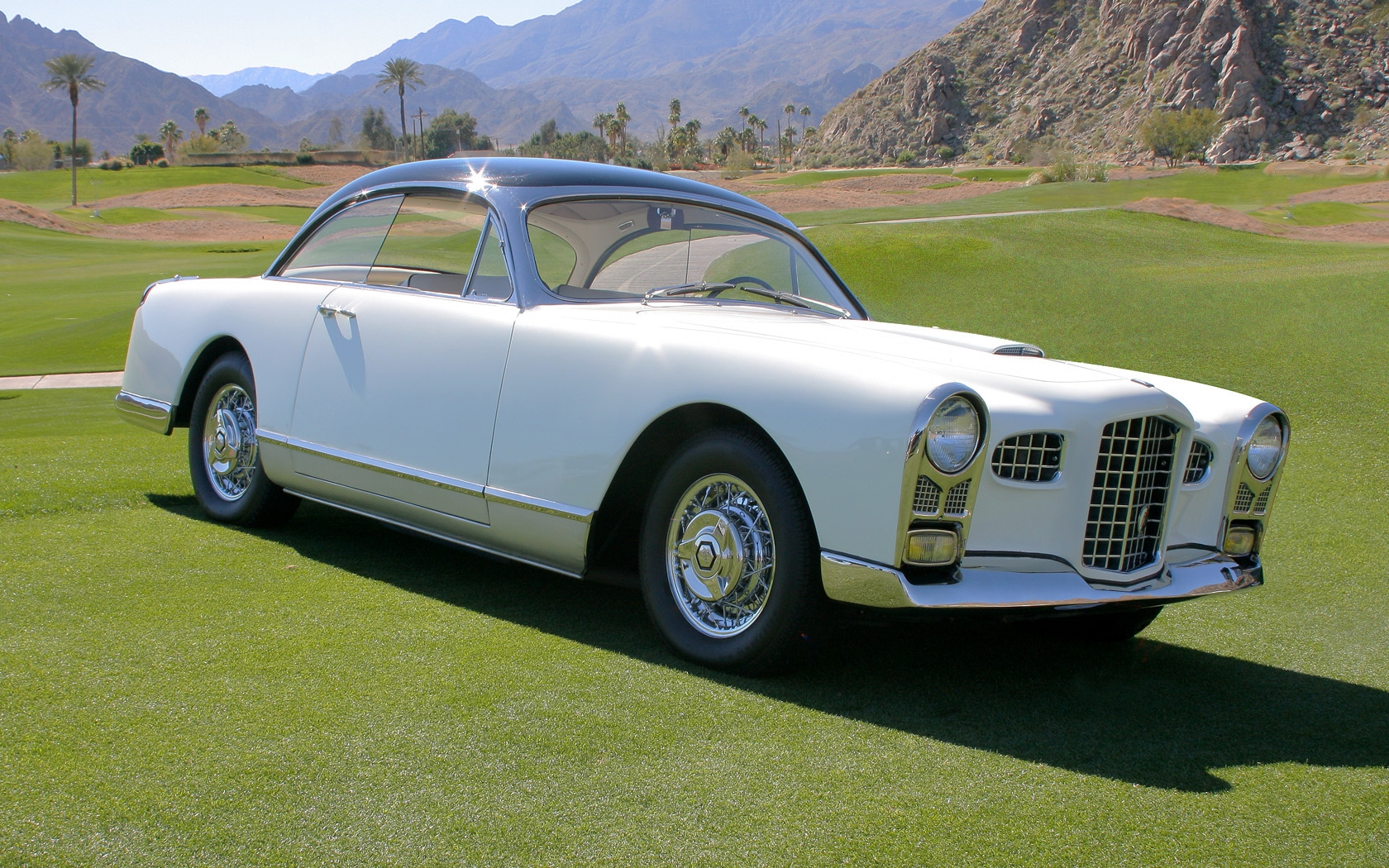
Einer der ersten Hybriden: Facel Vega FV

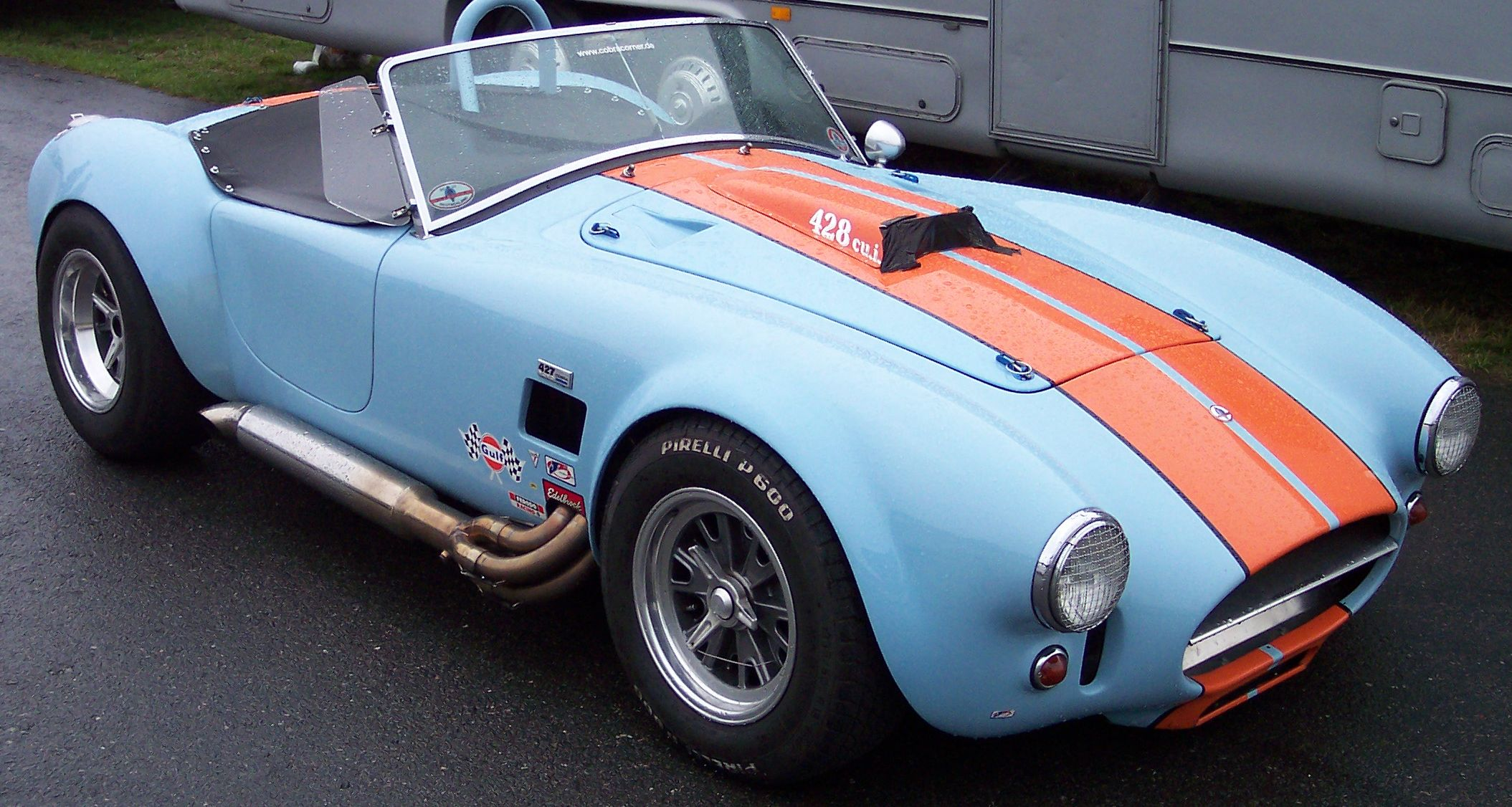
Der Ford-V8-Motor verhalf dem leichten AC Cobra zu spektakulären Fahrleistungen

Als Hybriden wurden im Automobilbereich ab den frühen 1960ern hochpreisige Sportwagen und Oberklassefahrzeuge vor allem der 1950er bis 1970er bezeichnet, die in Europa gestaltet und gebaut wurden, aber im Bereich der Antriebstechnik und der Kraftübertragung statt markeneigener Motoren Großserienkomponenten US-amerikanischer Hersteller verwendeten. Hierdurch konnten die Hersteller auf leistungsstarke und bewährte Motoren zurückgreifen, ohne das hohe Risiko bei Eigenentwicklungen auf sich nehmen zu müssen. Der Begriff Hybrid wurde und wird zumeist mit abwertender Konnotation verwendet. Beispiele für Hybriden waren Fahrzeuge von Bristol, Jensen, Monteverdi, De Tomaso oder Iso Rivolta.

## Begriff
Der auf das altgriechische Wort ὕβρις hýbris zurückgehende Begriff Hybrid bezeichnet im Allgemeinen etwas Gekreuztes oder Vermischtes. Im Automobilbereich etablierte er sich etwa zu Beginn der 1960er-Jahre vor allem im englischen Sprachraum, später auch im deutschen. Hier macht er darauf aufmerksam, dass in bestimmten Automobilen sehr unterschiedliche, teilweise widersprüchliche Merkmale vereint sind. Anknüpfungspunkt ist dabei die Herkunft der Antriebstechnik europäischer Oberklassefahrzeuge. Während Hersteller wie Aston Martin, Ferrari, Lamborghini oder Maserati die Karosserien, Fahrgestelle und die Antriebstechnik ihrer Autos mehr oder weniger vollständig selbst entwickelten, nutzten europäische Hybriden amerikanische Großserienmotoren, die nicht oder nur geringfügig überarbeitet wurden. Der Wert dieser technisch zumeist einfachen Konstruktionen wurde in der Presse und der Öffentlichkeit im Vergleich zu den italienischen Motoren vielfach als geringer angesehen. Insofern bezeichnete der Begriff Hybrid auch einen Widerspruch zwischen dem exklusiven Äußeren der betreffenden Autos und der einfachen bis schlichten Antriebstechnik. Der Begriff Hybrid steht damit im Gegensatz zum sogenannten Vollblutautomobil (auch: „Pur Sang“).

## Geschichte

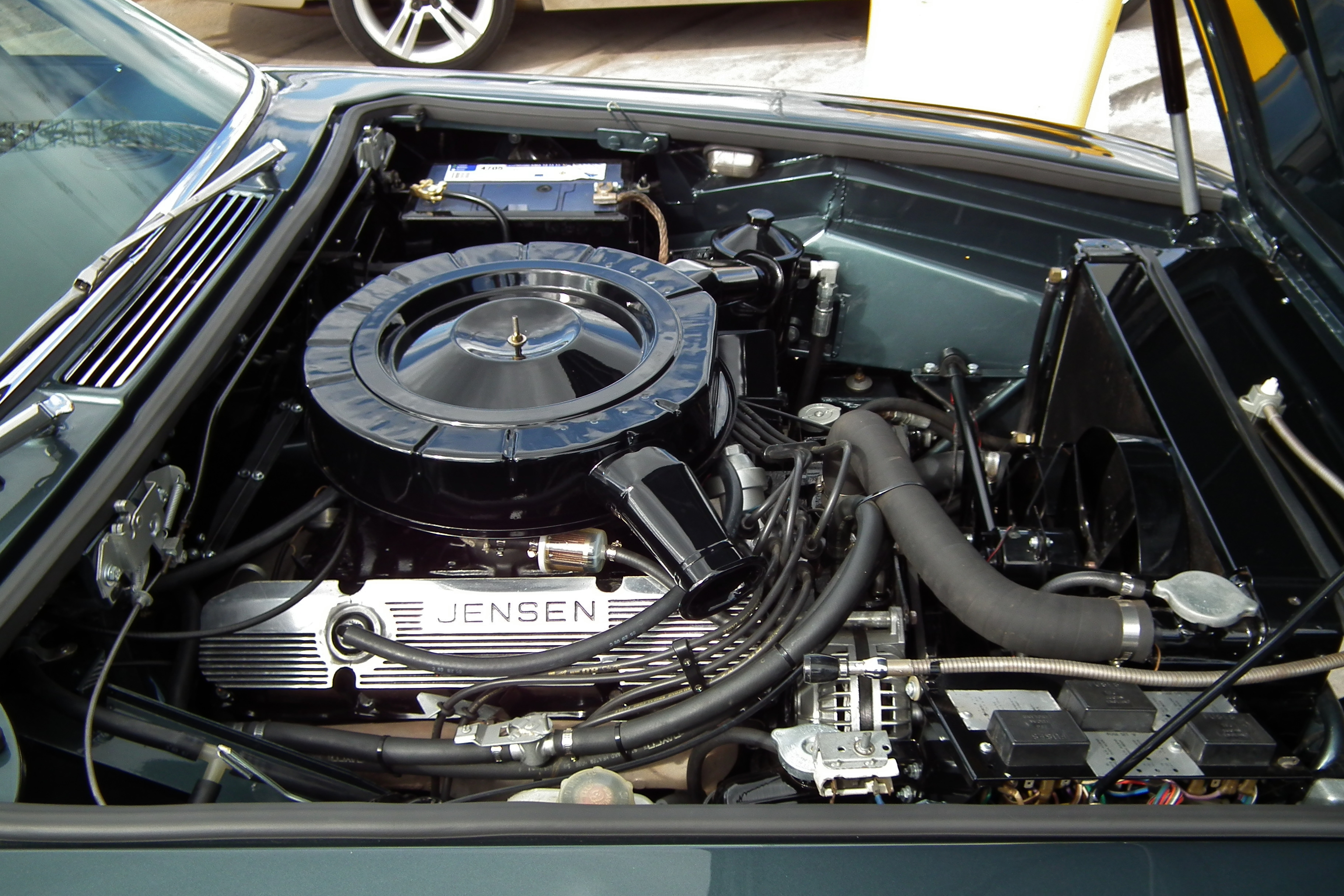
Hybrid: Chrysler-Motor in einem britischen Jensen

Bereits vor dem Zweiten Weltkrieg fertigten nicht alle europäischen Hersteller von Oberklasseautomobilen ihre Motoren selbst. Nach Kriegsende war es für viele Hersteller nicht mehr wirtschaftlich, eigene Motoren zu entwickeln. Der britische Karosseriehersteller Jensen in West Bromwich war eines der ersten Unternehmen, die ein hochwertiges Sportcoupé mit Großserienmotor anboten. Jensens „Early Interceptor“ verwendete noch einen Sechszylindermotor von Austin. Facel Vega in Frankreich kombinierte als erster europäischer Hersteller exklusive Aufbauten mit amerikanischen Motoren von Chrysler, ein halbes Jahrzehnt später zogen Bristol mit dem 407 und Jensen mit dem C-V8 nach. Als Vorteil erschien dabei der Umstand, dass die Unternehmen Entwicklungskosten für eigene Motoren einsparten; andererseits waren die amerikanischen Motoren leicht zu reparieren und seit Langem in der Großserie erprobt, sodass Zuverlässigkeitsprobleme anders als bei „Vollblut“-Motoren in der Praxis kaum vorkamen.
Seit 1960 etablierten sich europaweit immer mehr neue Hersteller, die von Anfang an das Hybrid-Konzept umsetzten. Zu ihnen gehörten in Großbritannien Gordon-Keeble, in Italien Intermeccanica, Iso Rivolta und De Tomaso, in der Schweiz Monteverdi und in Frankreich der Eisenbahnwagenhersteller C.F.P.M., der mit dem Monica 560 eine viertürige Hybrid-Limousine anbot. In Deutschland verfolgte Erich Bitter mit dem Coupé CD dieses Konzept. Die Autos wurden vielfach in Europa, daneben aber auch in den USA verkauft, wo sie wegen der Unkompliziertheit ihrer ortsüblichen Antriebstechnik geschätzt und vielfach Modellen von Ferrari oder Maserati vorgezogen wurden.
Die Motoren kamen von Chrysler, Ford und General Motors, wobei in der Frühzeit die Chrysler-Motoren wegen ihrer hohen Leistung und der kultivierten TorqueFlite-Automatik einen gewissen Vorzug genossen. Trident Cars verwendete als einziger Hersteller einen Motor von American Motors. Üblicherweise waren es großvolumige Achtzylindermotoren mit mehr als fünf Liter Hubraum; teilweise kamen auch Triebwerke mit bis zu 7,4 Liter zum Einsatz. Bristol war einer der wenigen Hersteller, die die Chrysler-Motoren technisch weiterentwickelten, unter anderem durch Turboaufladung (Beaufighter). Die fehlende eigene Erfahrung der Hersteller im Motorenbau konnte zum schweren Nachteil werden: Facel Vega führte zur Erweiterung des Kundenkreises 1960 die kleine Facel Vega Facellia mit einem neu entwickelten Vierzylindermotor ein. Dieser litt jedoch an solchen Qualitätsproblemen, dass er den Ruf der Marke ruinierte; schon 1964 musste Facel Vega den Betrieb einstellen.

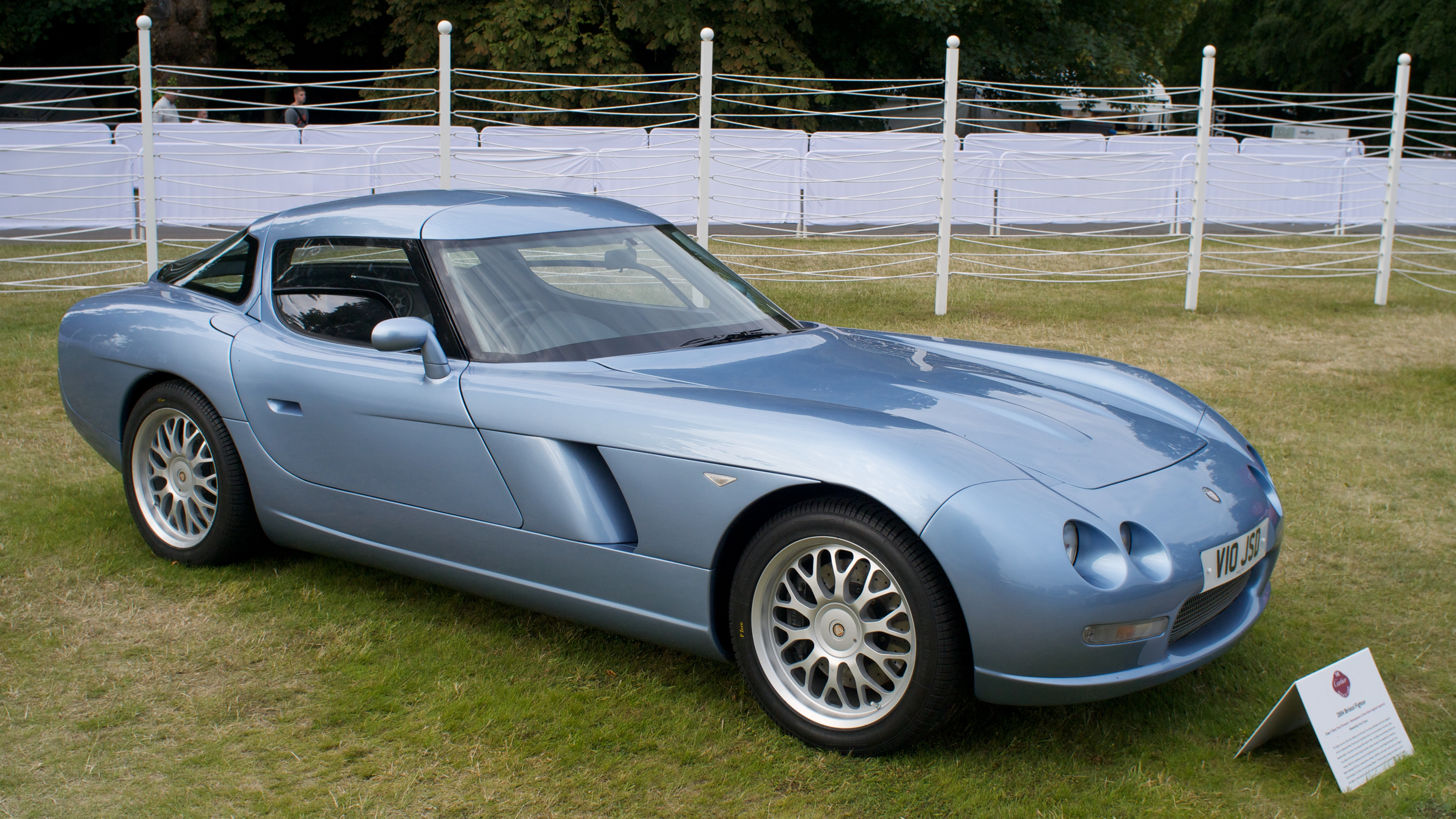
Der letzte Hybrid Bristol Fighter wurde in kleiner Zahl 2004–2009 hergestellt.

Die kommerziellen Erfolge der Hybrid-Fahrzeuge endeten Mitte der 1970er-Jahre mit dem Einsetzen der Ölkrise. Der durchweg sehr hohe Benzinverbrauch der hubraumstarken Achtzylindermotoren ließ den Markt für diese Fahrzeuge schnell wegbrechen. Alle Hybrid-Hersteller bekamen erhebliche Probleme. Jensen und Iso wurden nach einer Insolvenz aufgelöst, die Produktion des Monica wurde eingestellt, bevor die Serienfertigung überhaupt zum Laufen kam, und Monteverdi stellte auf das Konzept kleinerer Boutique-Autos und Geländewagen um. Einzelne Hersteller hielten sich länger. Die Produktionszahlen des De Tomaso Pantera brachen 1975 ein, er wurde aber in kleiner Zahl noch bis 1993 gebaut. Bristol führte noch 2004 den Sportwagen Fighter mit einem 8,0 Liter großen Zehnzylindermotor als letzten neu konstruierten Hybrid ein, der jedoch kommerziell keinen Erfolg hatte. Im Jahr 2011 musste Bristol als letzter Hersteller von Hybriden die Produktion einstellen.

## Beispiele für Hybrid-Modelle
| Land           | Hersteller                                                                            | Modelle                                         | Motorenhersteller |
| -------------- | ------------------------------------------------------------------------------------- | ----------------------------------------------- | ----------------- |
| Deutschland    | Bitter                                                                                | CD                                              | Chevrolet         |
| Frankreich     | Facel Vega                                                                            | FV, FVS, HK 500, Facel II, Excellence           | Chrysler          |
| Frankreich     | C.F.M.F.                                                                              | Monica 560                                      | Chrysler          |
| Großbritannien |                                                                                       |                                                 |                   |
| AC             | Cobra, 428                                                                            | Ford                                            |                   |
| Bristol        | 407, 408, 409, 410, 411, 412, 603, Britannia, Brigand, Blenheim, Beaufighter, Fighter | Chrysler                                        |                   |
| Gordon-Keeble  | Gordon-Keeble                                                                         | Chevrolet                                       |                   |
| Jensen         | C-V8, Interceptor, FF, SP                                                             | Chrysler                                        |                   |
| Trident        | Clipper                                                                               | AMC, Chrysler, Ford                             |                   |
| Italien        |                                                                                       |                                                 |                   |
| Bizzarrini     | GT 5300, P 538                                                                        | Chevrolet                                       |                   |
| De Tomaso      | Mangusta, Pantera, Longchamp, Deauville, Guarà, Bigua                                 | Ford                                            |                   |
| Intermeccanica | Torino, Italia, Indra                                                                 | Chevrolet, Ford                                 |                   |
| Iso Rivolta    | 300, Grifo, Lele, Fidia                                                               | Chevrolet, Ford                                 |                   |
| Schweiz        | Monteverdi                                                                            | High Speed 375, Berlinetta, Palm Beach, Hai 450 | Chevrolet         |
| USA            | Momo                                                                                  | Mirage                                          | Chevrolet         |
| USA            | AMC                                                                                   | AMX/3                                           | AMC               |

Einen Sonderfall unter den Hybrid genannten Autos stellt der nur in Prototypen gebaute AMC AMX/3 dar, dessen gemeinsame europäisch-amerikanische Entwicklung von der American Motors Corporation initiiert wurde, der unter dieser amerikanischen Marke verkauft werden sollte und auch eine in den USA entwickelte Karosserie hatte.

## Galerie

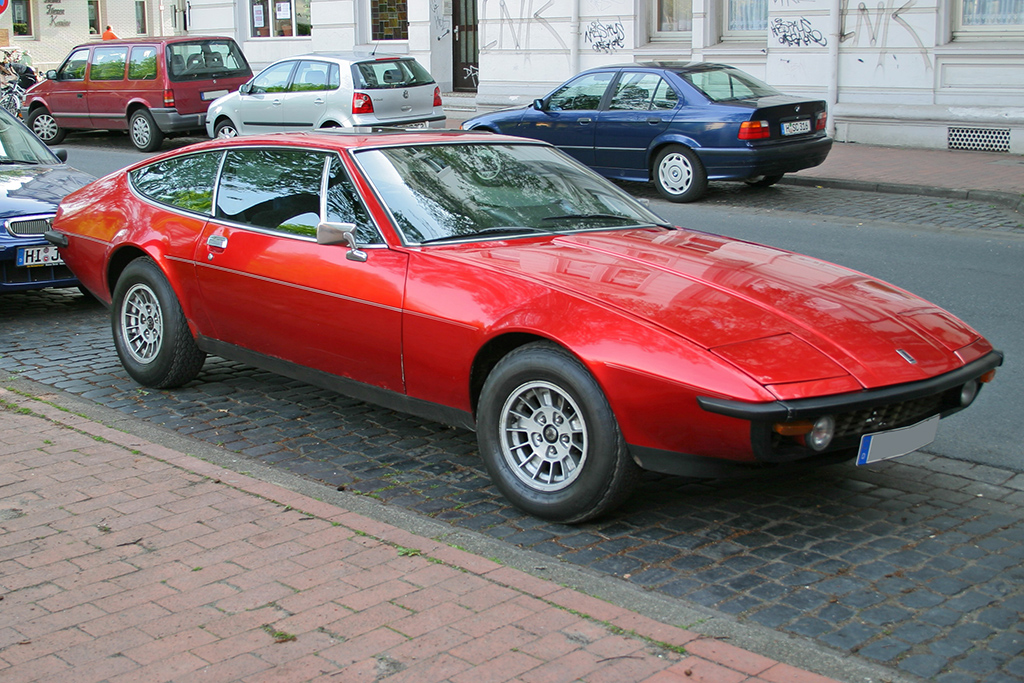
Bitter CD
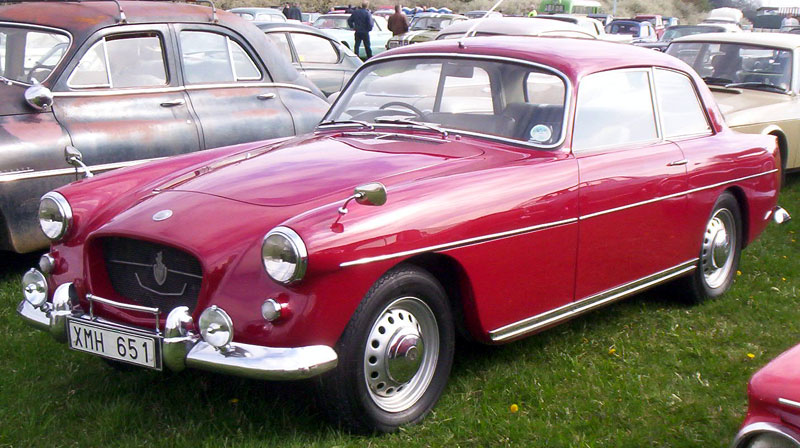
Bristol 407
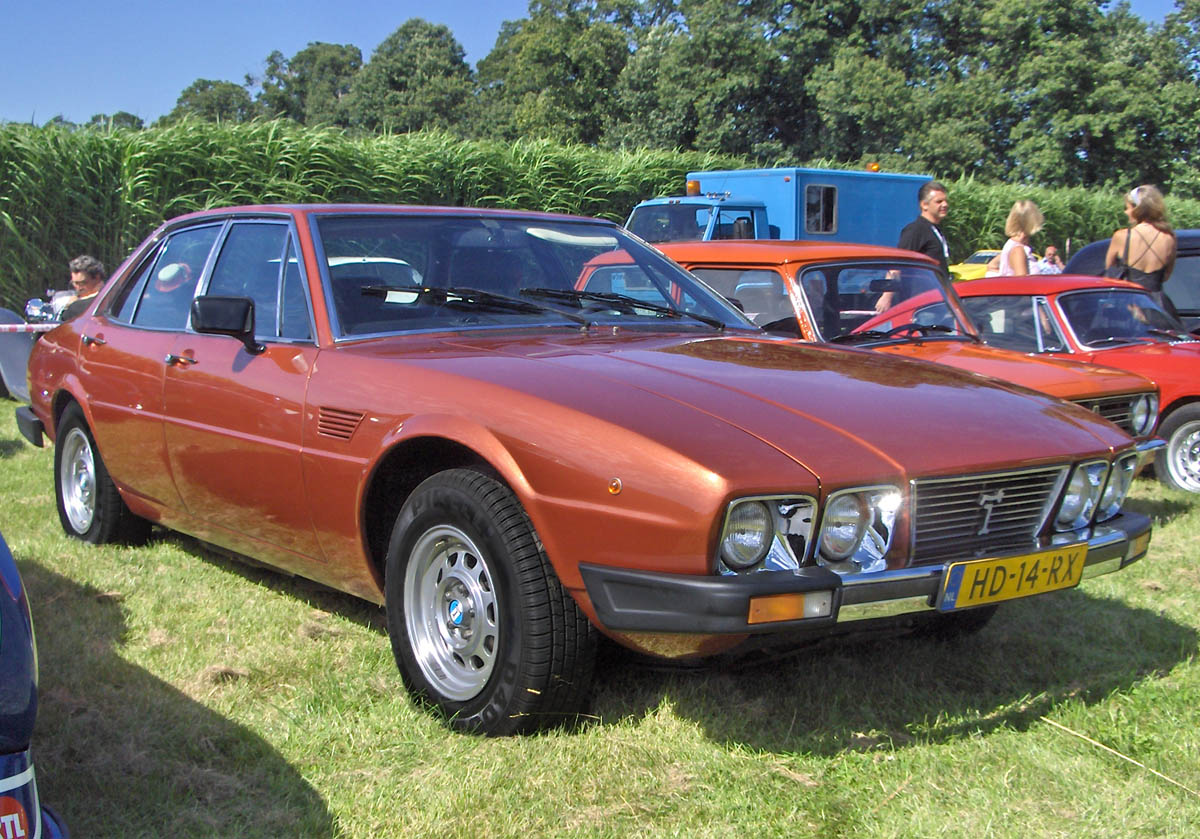
De Tomaso Deauville
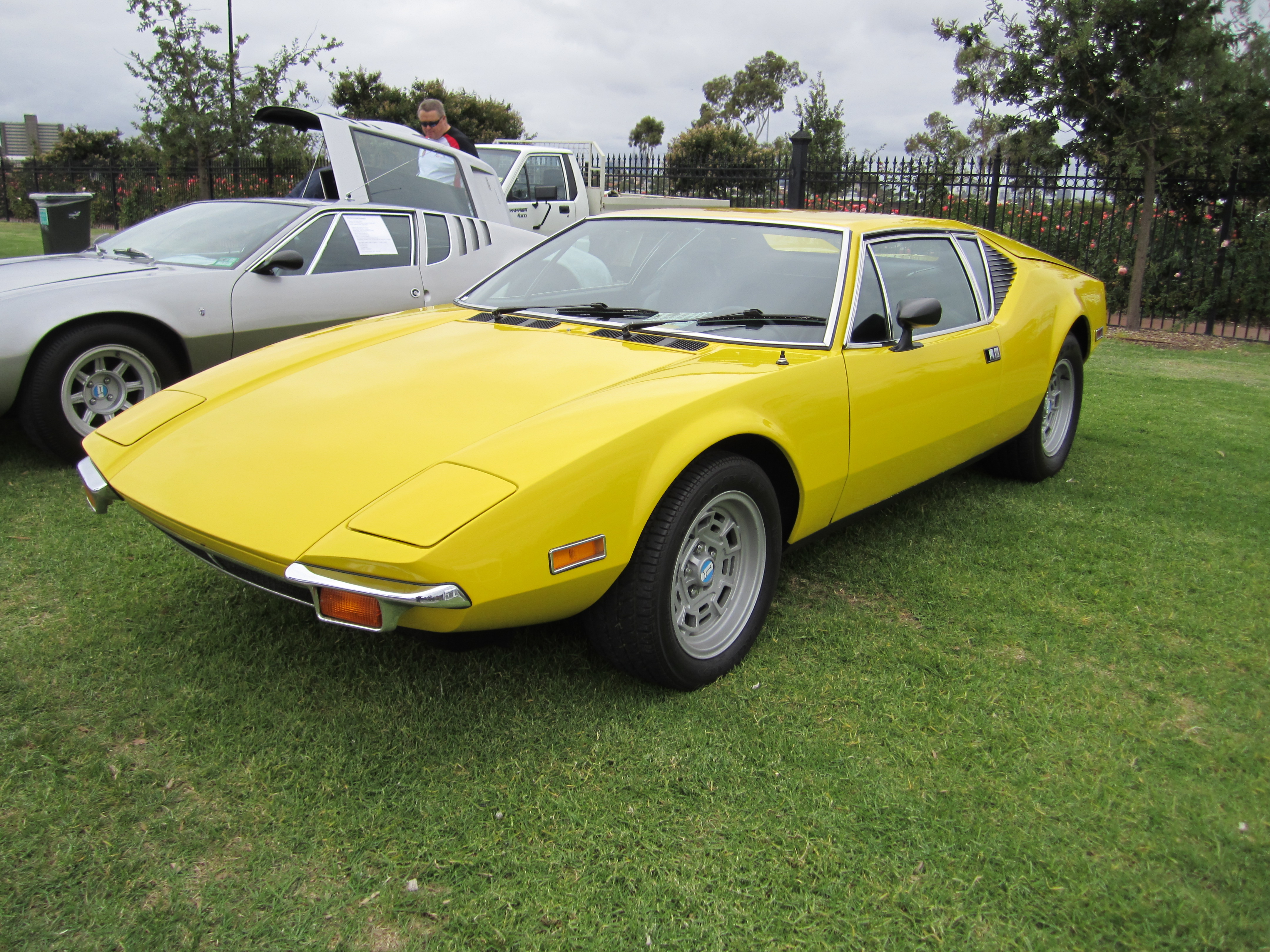
De Tomaso Pantera
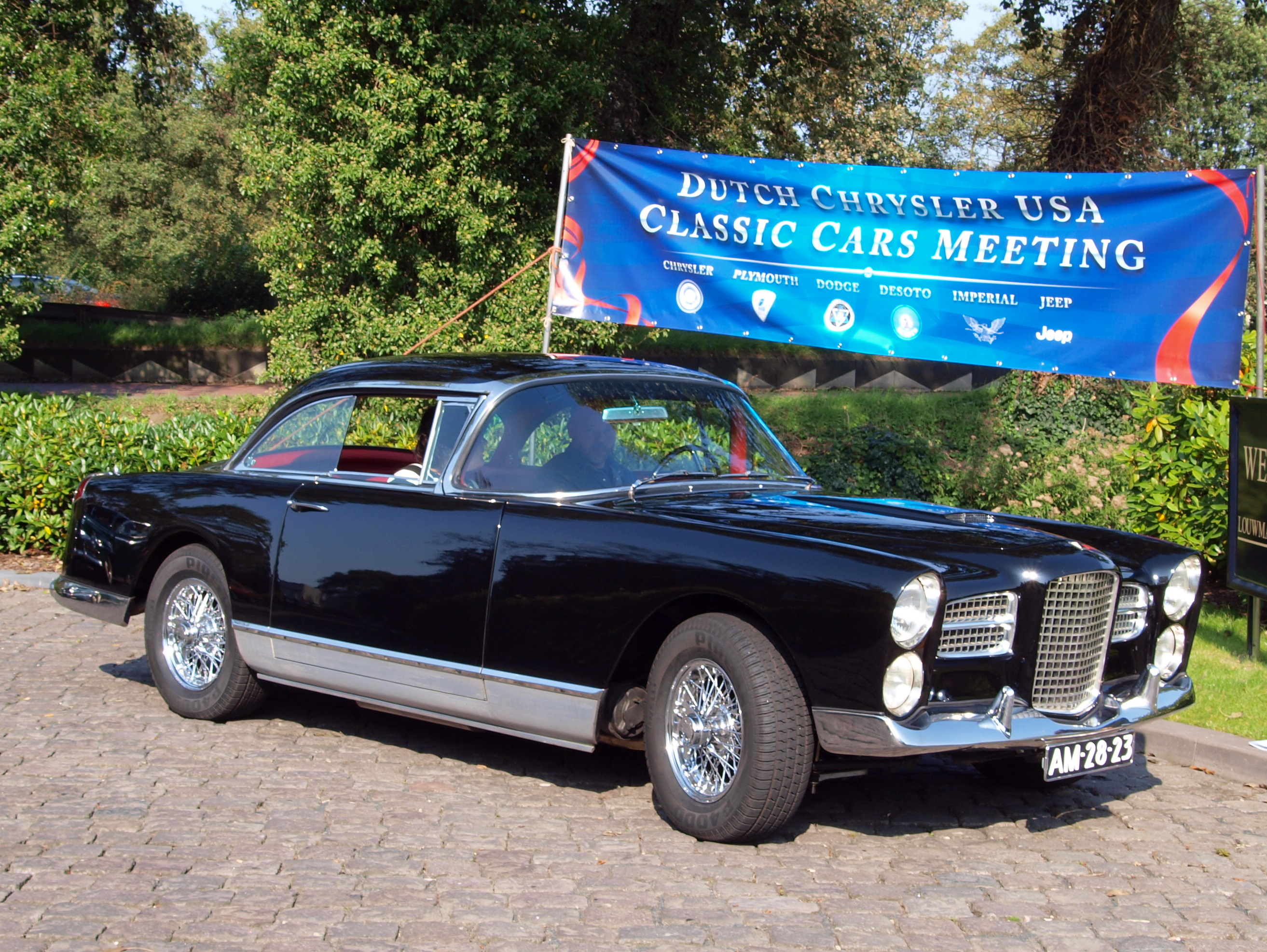
Facel Vega HK 500
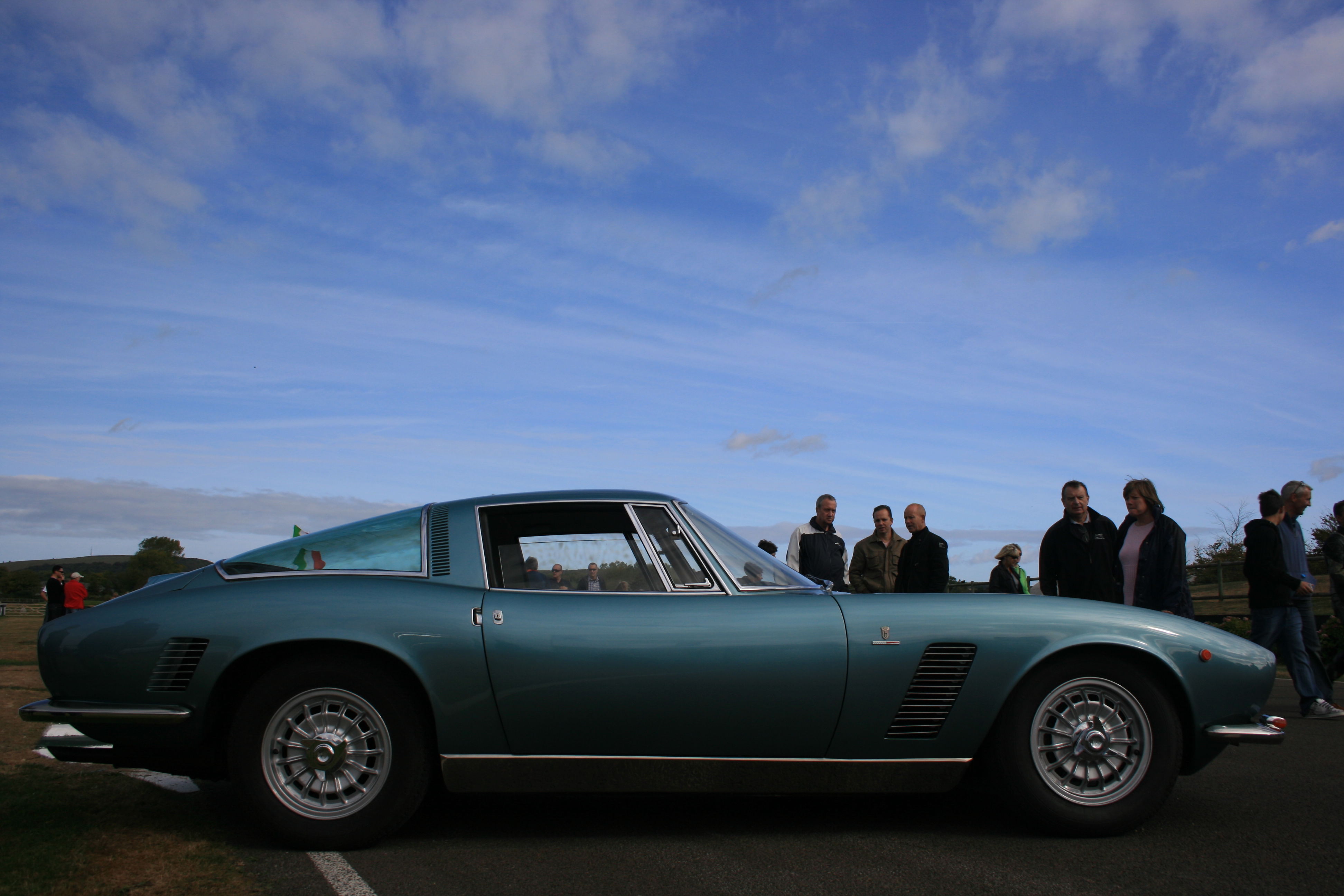
Iso Grifo
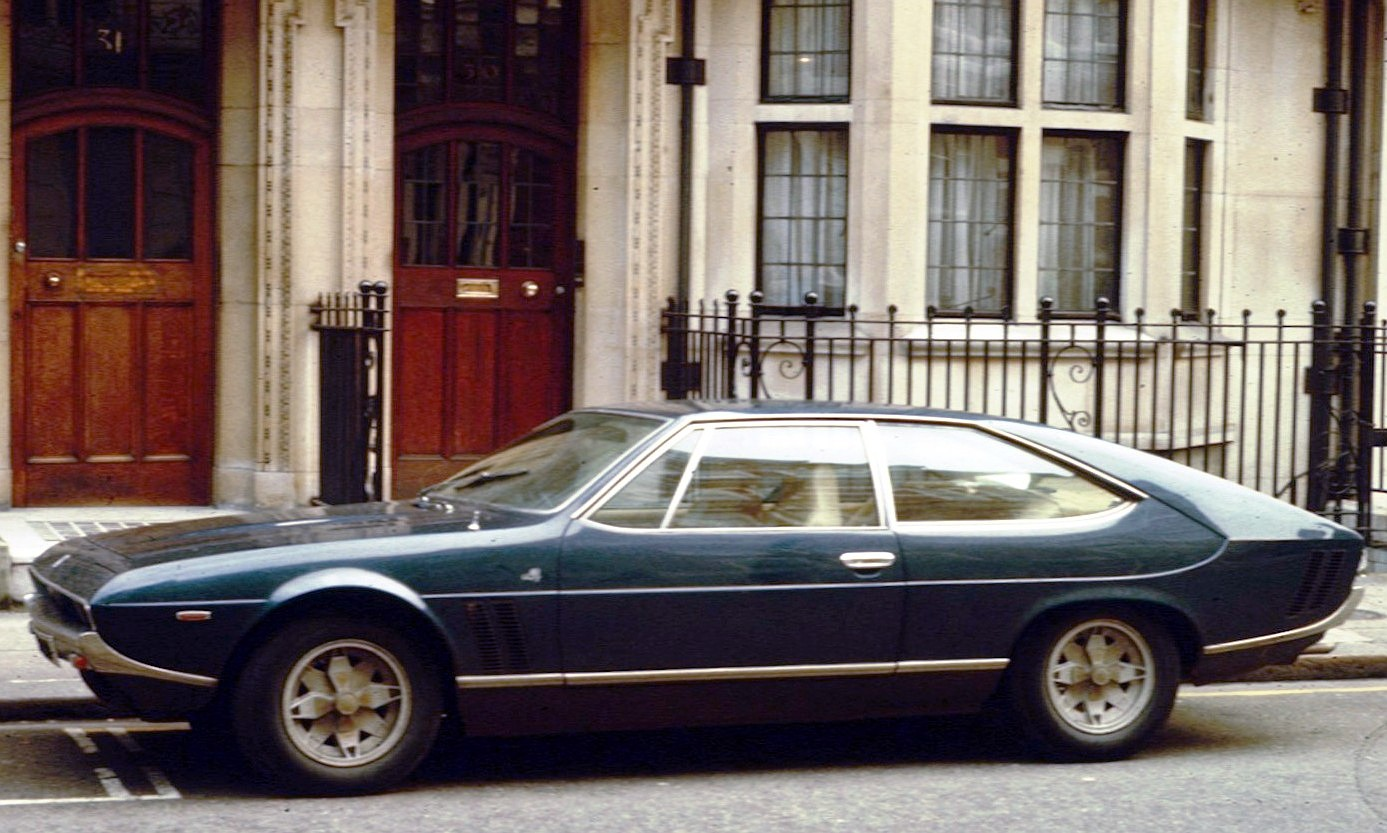
Iso Lele
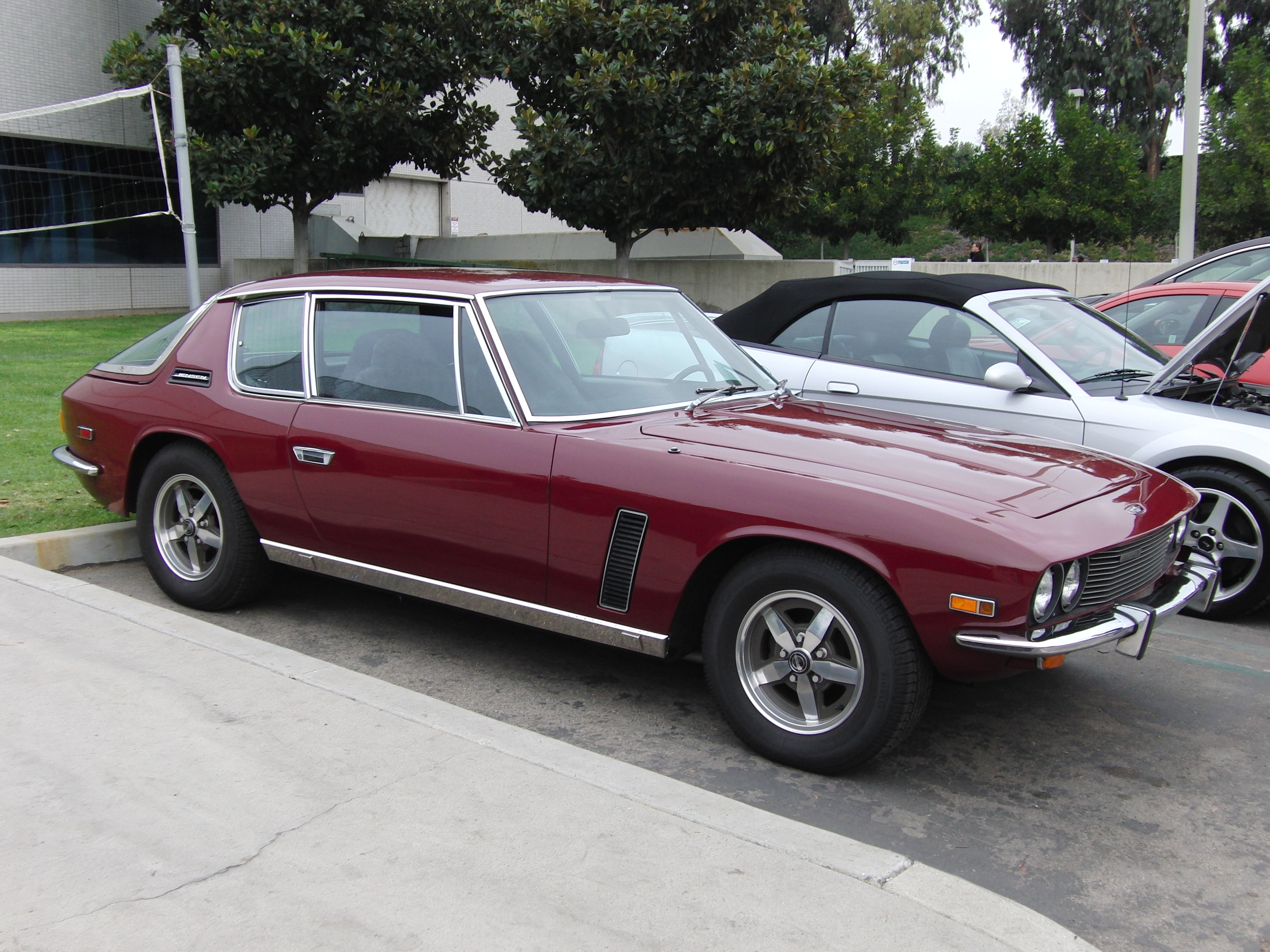
Jensen Interceptor
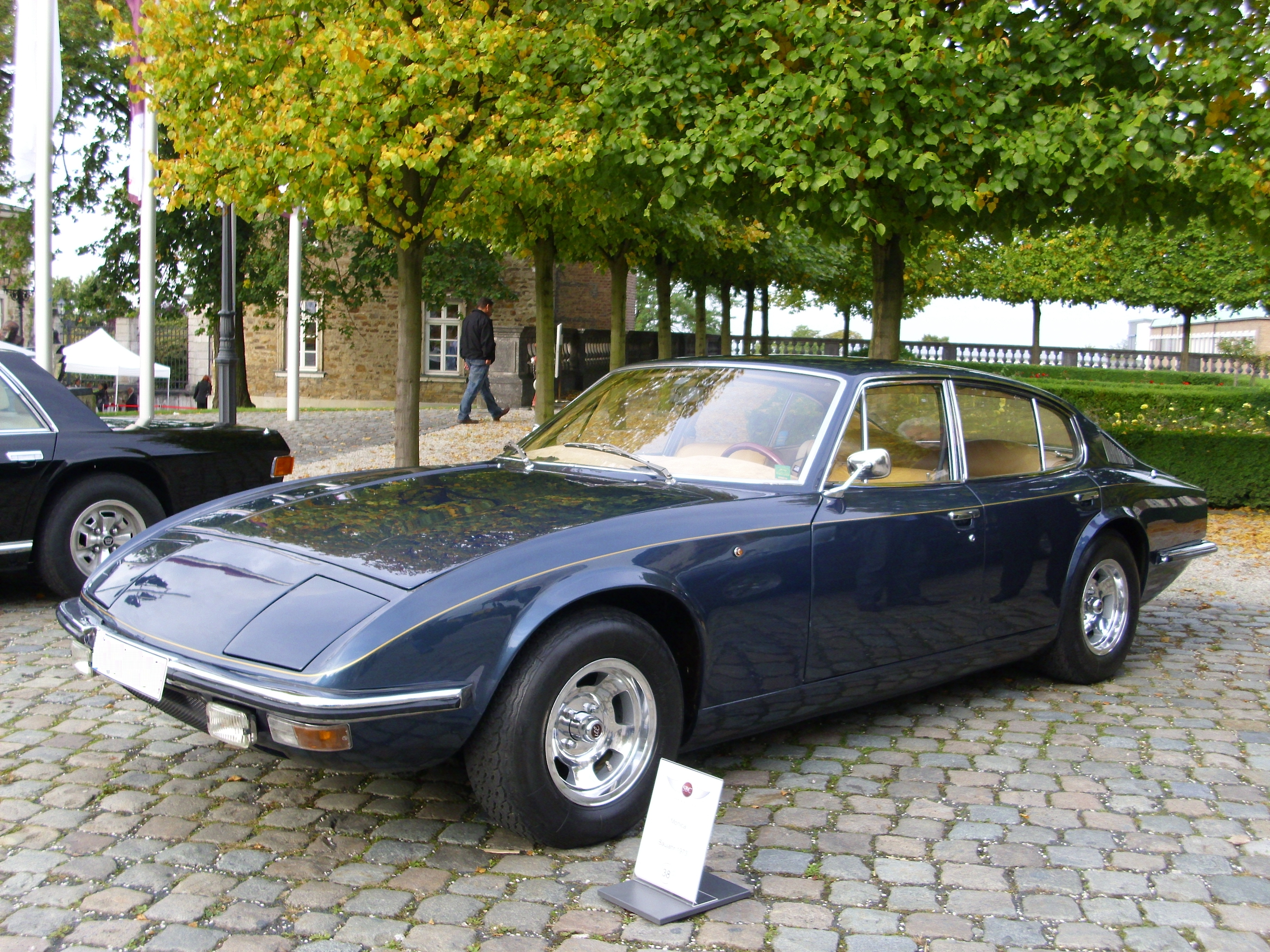
Monica 560
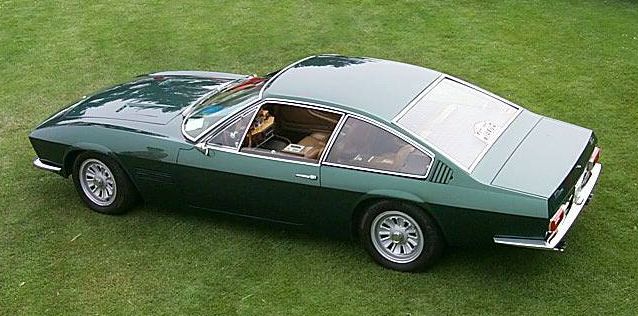
Monteverdi High Speed 375
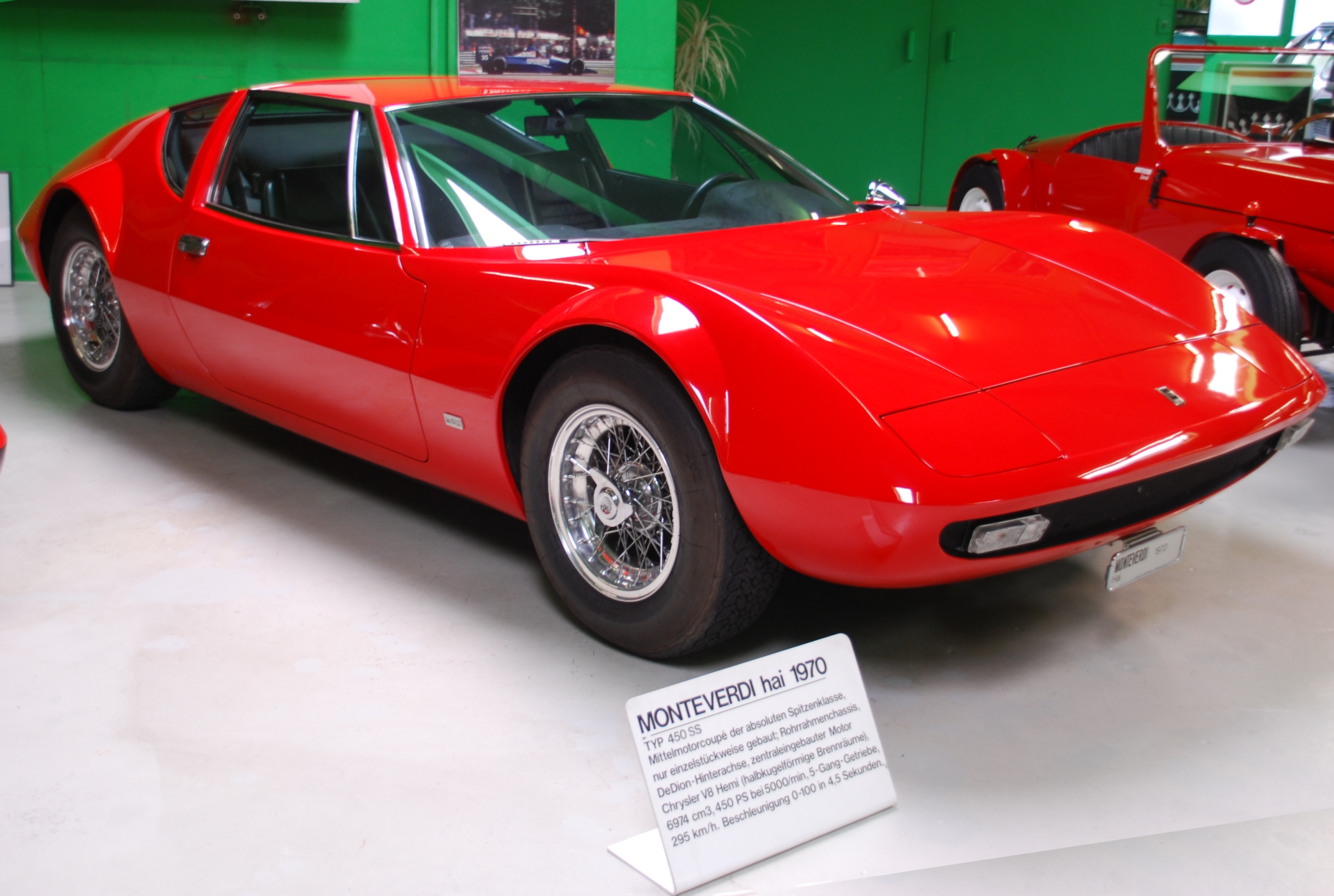
Monteverdi Hai 450
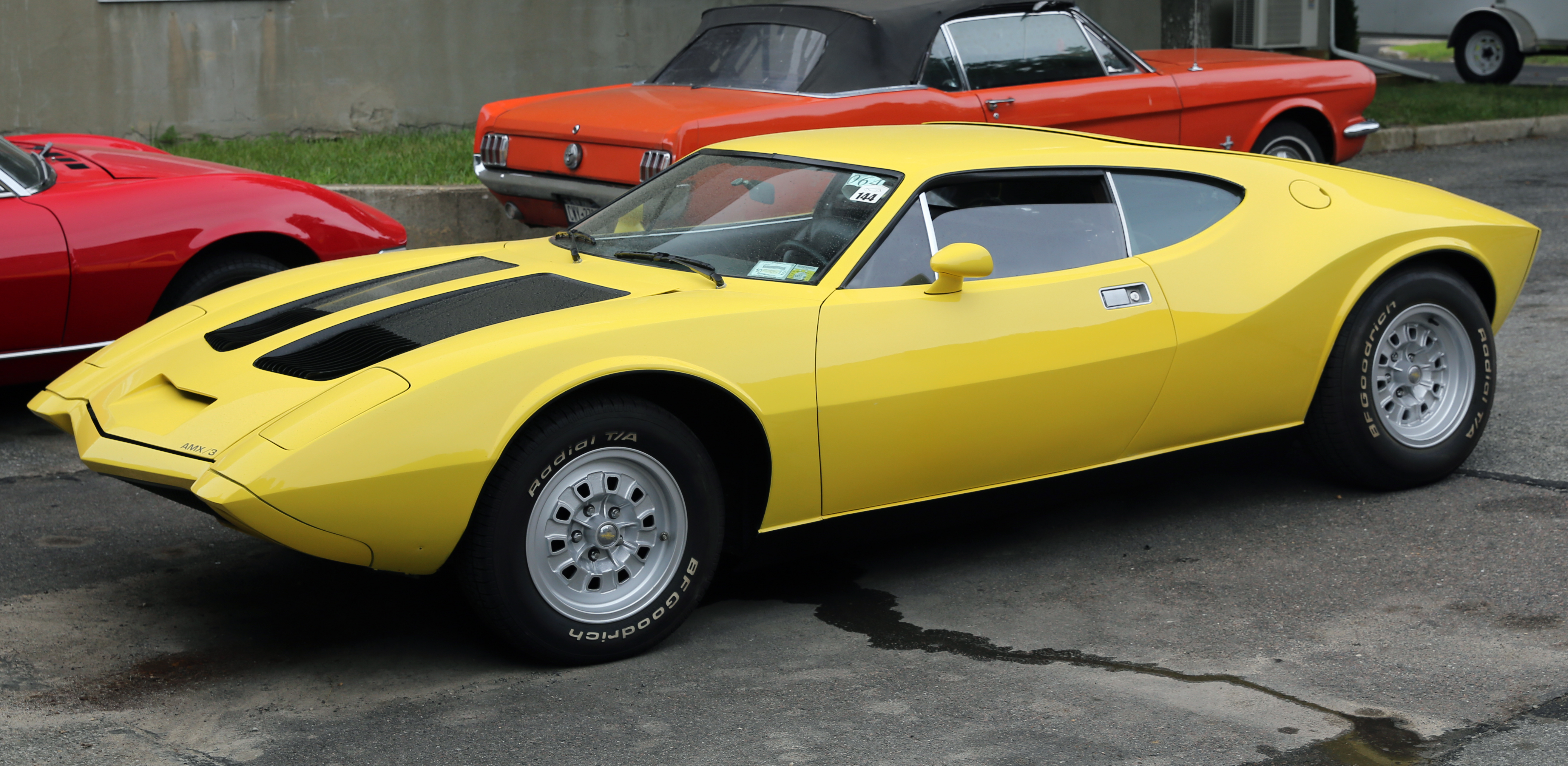
AMC AMX/3 (Sonderfall, da US-Marke)